# 86-я гвардейская стрелковая дивизия
86-я гвардейская стрелковая Николаевская Краснознамённая дивизия — стрелковое соединение Вооружённых Сил СССР, участвовавшее в Великой Отечественной войне. Дивизия образована 16 апреля 1943 путём присвоения гвардейского звания и переименования 98-й стрелковой дивизии.

## Великая Отечественная война
В районе Миуса и до реки Молочная дивизия прошла с боем более 300 км и заняла более 50 населённых пунктов, уничтожив около 8000 немецких солдат и офицеров, много техники и вооружения противника.
Дивизия под командованием полковника (c 13 сентября 1944 генерал-майора) Соколовского В. П. в составе корпуса прошла славный путь от берегов Днепра до столицы Венгрии — Будапешта. В последних боевых операциях после окружения группировки противника в г. Будапешт части дивизии приняли жёсткую оборону имея задачу прикрывать правый фланг корпуса от возможных попыток противника прорваться к окружённой в Будапеште группировке.
В ночь на 5 января 1945 года противник сосредоточив против участка обороны 86 гвардейской стрелковой Николаевской Кразнознаменной дивизии 96-ю пехотную дивизию (переброшенная из Польши), 711-ю пехотную дивизию (переброшенная из Голландии), 5-ю танковую дивизию СС «Викинг» (переброшенная из Польши) перешёл в решительное наступление, имея задачу прорваться к венскому шоссе к окружённой в Будапеште группировке, соединиться и совместными ударами уничтожить наши войска окружившие Будапешт. Все атаки, длившиеся с 4 по 8 января 1945 года были отражены с большими для противника потерями.

## Послевоенная история
После Победы дивизия была переведена из Австрии в Одесский военный округ. Управление дивизии размещалось в городе Бельцы. После создания 14-й общевойсковой армии в 1956 году дивизия была включена в её состав.
Директивой Генерального штаба ВС СССР от 30 октября 1957 года дивизия была преобразована в 86-ю гвардейскую мотострелковую дивизию.
В конце 1980-х годов дивизия была расформирована.

## Состав на 9.05.1945 г
- 260-й гвардейский стрелковый полк
- 263-й гвардейский стрелковый полк: командир - гвардии полковник Херасков, Владимир Павлович[1]
- 265-й гвардейский стрелковый полк
- 191-й гвардейский артиллерийский полк
- 93-й гвардейский отдельный истребительно-противотанковый дивизион
- 89-й отдельная гвардейская разведывательная рота
- 99-й отдельный гвардейский сапёрный батальон
- 165-й отдельный гвардейский батальон связи (119-я отдельная гвардейская рота связи)
- 593-й (91-й) медико-санитарный батальон
- 90-я отдельная гвардейская рота химической защиты
- 742-я (92-я) автотранспортная рота
- 668-я (88-я) полевая хлебопекарня
- 694-й (87-й) дивизионный ветеринарный лазарет
- 1727-я полевая почтовая станция
- 168-я полевая касса Госбанка[2]

## Командиры
- Серёгин, Иван Федотович (16.04.1943 — 27.05.1943), гвардии полковник;
- Соколовский, Василий Павлович (28.05.1943 — июль 1945), гвардии полковник гвардии генерал-майор;
- Подшивайлов, Денис Протасович (00.07.1945 — 04.04.1947), гвардии генерал-майор;
- Красноштанов, Иван Данилович (04.04.1947 — март 1950), гвардии генерал-майор;
- Колобов, Леонид Александрович (04.07.1950 — 14.10.1952), гвардии генерал-майор;
- Усенко, Иван Иванович (13.12.1952 — 29.11.1955), гвардии генерал-майор;
- Шафорост, Григорий Пантелеевич (29.11.1955 — 30.10.1957), гвардии полковник, гвардии генерал-майор;
- Хомуло, Михаил Григорьевич (30.10.1957 — 08.08.1959), гвардии полковник, гвардии генерал-майор;
- Червонцев, Анатолий Иосифович (08.08.1959 — 30.01.1961), гвардии полковник;
- Тоузаков, Евгений Александрович (30.01.1961 — 01.09.1964), гвардии полковник, гвардии генерал-майор;
- Гуськов, Алексей Иванович (01.09.1964 — 26.08.1965), гвардии полковник;
- Шишикин, Борис Павлович (26.08.1965 — 12.11.1968), гвардии полковник, гвардии генерал-майор;
- Ивахненко, Дмитрий Иванович (12.11.1968 — ?), гвардии полковник;
- Борисенко, Николай Иванович (06.12.1971 — ?), гвардии генерал-майор;
- Зайцев, Лев Михайлович (23.05.1974 — ?), гвардии полковник, гвардии генерал-майор.

## Награды и наименования
- 1 апреля 1944 года — Почётное наименование «Николаевская» — присвоено приказом Верховного Главнокомандующего № 076 от 1 апреля 1944 года за отличие в боях при освобождении города Николаева.
- 20 апреля 1944 года —  Орден Красного Знамени — награждена указом Президиума Верховного Совета СССР от 20 апреля 1944 года за образцовое выполнение заданий командования в боях с немецкими захватчиками при освобождении города Одессы и проявленные при этом доблесть и мужество.[3]

Награды частей дивизии:
- 260-й гвардейский стрелковый орденов Кутузова[4] и Александра Невского[5] полк
- 263-й гвардейский стрелковый Будапештский ордена Александра Невского[6] полк
- 265-й гвардейский стрелковый ордена Александра Невского[5] полк

## Отличившиеся воины
Герои Советского Союза:
- Артёмцев Александр Дмитриевич, гвардии красноармеец, стрелок 263-го гвардейского стрелкового полка.
- Ульянов Георгий Семёнович, гвардии сержант, командир пулемётного расчёта 265-го гвардейского стрелкового полка.
- Шило, Георгий Аполлонович, гвардии сержант, помощник командира стрелкового взвода 260-го гвардейского стрелкового полка.

 Кавалеры ордена Славы трёх степеней
- Лазарев, Василий Иванович, гвардии ефрейтор, разведчик 263 гвардейского стрелкового полка.
- Мартыненко, Анатолий Алексеевич, гвардии сержант, автоматчик 263 гвардейского стрелкового полка. Герой Социалистического Труда.
- Тарахтий, Фёдор Иванович, гвардии рядовой, наводчик миномёта 260 гвардейского стрелкового полка.